# Municipio de Wentzville
El municipio de Wentzville (en inglés: Wentzville Township) es un municipio ubicado en el condado de St. Charles en el estado estadounidense de Misuri. En el año 2010 tenía una población de 39997 habitantes y una densidad poblacional de 185,92 personas por km².

## Geografía
El municipio de Wentzville se encuentra ubicado en las coordenadas 38°50′34″N 90°48′53″O / 38.84278, -90.81472. Según la Oficina del Censo de los Estados Unidos, el municipio tiene una superficie total de 215.13 km², de la cual 214.91 km² corresponden a tierra firme y (0.1%) 0.22 km² es agua.

## Demografía
Según el censo de 2010, había 39997 personas residiendo en el municipio de Wentzville. La densidad de población era de 185,92 hab./km². De los 39997 habitantes, el municipio de Wentzville estaba compuesto por el 91.56% blancos, el 4.66% eran afroamericanos, el 0.24% eran amerindios, el 1.05% eran asiáticos, el 0.06% eran isleños del Pacífico, el 0.84% eran de otras razas y el 1.6% pertenecían a dos o más razas. Del total de la población el 2.58% eran hispanos o latinos de cualquier raza.